# ISO/IEC 27002
ISO/IEC 27002 «Information security, cybersecurity and privacy protection — Information security controls» (рус. Информационная безопасность, кибербезопасность и защита конфиденциальности. Средства управления информационной безопасностью) — стандарт информационной безопасности, опубликованный организациями ISO и IEC в 2013 году и переизданный в новой редакции в 2022 году. До 2007 года данный стандарт назывался ISO/IEC 17799. Стандарт разработан в 2005 году на основе версии ISO 17799, опубликованной в 2000 году, которая являлась полной копией британского стандарта BS 7799-1:1999.
Стандарт предоставляет лучшие практические советы по менеджменту информационной безопасности для тех, кто отвечает за создание, реализацию или обслуживание систем менеджмента информационной безопасности. Информационная безопасность определяется стандартом как «сохранение конфиденциальности (уверенности в том, что информация доступна только тем, кто уполномочен иметь такой доступ), целостности (гарантии точности и полноты информации, а также методов её обработки) и доступности (гарантии того, что уполномоченные пользователи имеют доступ к информации и связанным с ней ресурсам)».
Текущая версия стандарта состоит из следующих основных разделов:
- Политика безопасности (Security policy)
- Организация информационной безопасности (Organization of information security)
- Управление ресурсами (Asset management)
- Безопасность персонала (Human resources security)
- Физическая безопасность и безопасность окружения (Physical and environmental security)
- Управление коммуникациями и операциями (Communications and operations management)
- Управление доступом (Access control)
- Приобретение, разработка и поддержка систем (Information systems acquisition, development and maintenance)
- Управление инцидентами информационной безопасности (Information security incident management)
- Управление бесперебойной работой организации (Business continuity management)
- Соответствие нормативным требованиям (Compliance)